# GEK-Gruppe
GEK-Gruppe (Autorengruppe Gernhardt-Eilert-Knorr) bezeichnet die Zusammenarbeit der drei Autoren Robert Gernhardt, Bernd Eilert und Peter Knorr.

## Geschichte

### Anfänge (1971–1973)
Robert Gernhardt und Peter Knorr lernten sich in Frankfurt am Main als Mitarbeiter der Satirezeitschrift „Pardon“ kennen und arbeiteten ab 1971 zusammen. Gernhardt war damals 34, Knorr 32 Jahre alt. Ihre ersten gemeinsamen Arbeiten waren „Funk für Fans“, und „Die letzte Frequenz“ im Hessischen Rundfunk (HR). Für diese Sendungen lieferten die beiden Szenen und Sketche. Das 90-Minuten-Weihnachts-Spezial „Was beatet uns der Weihnachtsmann“, ebenfalls HR, war die erste ausschließlich mit Gernhardt/Knorr-Texten gestaltete Radio-Unterhaltungs-Sendung.
Von nun an konzentrierten sie sich auf das gemeinsame Verfassen von aktuell-satirischen und komischen Texten für den Hörfunk.
Bereits 1972 hatten Gernhardt und Knorr ihre eigenen Radio-Serien, bei denen zunächst der HR-Redakteur Werner Klein, später Peter Knorr selbst Regie führte: „Dr. Seltsams Sonntagsortiment, oder Hörrohr klar zum Gefecht – eine aktuelle Merkwürdigkeitenschau“ und „HELP – ein satirisches Aushilfsmagazin“.
Gernhardt und Knorr verfassten außerdem sogenannte „Euro-Ring-Sendungen“, die als komische Unterhaltungssendungen ARD-weit ausgestrahlt wurden.

### Arbeit als Trio (1973–1975)
Zwei weitere Weihnachts-Specials entstanden im Zusammenwirken mit Bernd Eilert (damals 23), der am Verfassen der Texte beteiligt war. 1973 wurde Eilert von Gernhardt/Knorr in den Stand des Co-Autors erhoben bei der sogenannten „Musikalischen Comedy-Show“ „Südpolmädel“, die Ende 1974 vom Hessischen Rundfunk produziert und gesendet wurde. Die Musik stammte von Frank Duval.
Gernhardt, Eilert und Knorr schrieben ab 1974 die Radio-Serie „Dr. Seltsams Radio-ABC“, deren 23 Folgen zunächst vom HR produziert und gesendet und später von anderen ARD-Sendern ganz oder in Ausschnitten übernommen wurden. Insgesamt entstanden für die Radio-Serien hunderte komischer Texte, Szenen, Sketche und Dramolette, viele davon gab es in verschiedenen Versionen.

## Zusammenarbeiten (ab 1974)
Einige der Texte tauchen in den frühen Bühnenprogrammen des Komikers Otto Waalkes wieder auf. Anschließend begann die Zusammenarbeit: Waalkes übernahm für seine Live-Show Texte von Gernhardt/Knorr und ließ sich in den folgenden 30 Jahren von dem Autorenteam Gernhardt/Eilert/Knorr seine sämtlichen Bühnen- und Fernsehprogramme schreiben.
Aus der gelegentlichen Zusammenarbeit wurde eine regelmäßige und ständige Zusammenarbeit der drei Autoren, mit festen Arbeitszeiten und der ständigen Entwicklung neuer Unterhaltungsprogramme und Medien-Vorhaben. Daneben blieb den drei Beteiligten Spielraum für ihre individuellen und voneinander gänzlich unabhängigen literarischen oder publizistischen Aktivitäten.

## Filmografie
1975 startete die Arbeit an den zehn Folgen von „Dr. Muffels Telebrause“, einer vom HR in Auftrag gegebenen und produzierten Fernseh-Comedy-Serie, die bundesweit in der ARD ausgestrahlt und später in fünf Highlight-Folgen in den dritten Programmen wiederholt wurde. Knorr war Co-Regisseur.

## Tonträger
1978 erschien im Verlag Zweitausendeins die LP Da geht’s lang und für den HR entstand eine weitere Hörfunk-Serie unter dem Titel „Brainstorm – Denkstärke 13“.
2010 brachte hr-Media die CD Hörrohr klar zum Gefecht mit Höhepunkten aus der gleichnamigen Hörfunk-Sendereihe des Hessischen Rundfunks auf den Markt.